# Koperstaartspoorkoekoek
De koperstaartspoorkoekoek (Centropus cupreicaudus) is een vogel uit de familie Cuculidae (koekoeken).

## Verspreiding en leefgebied
Deze soort komt voor van zuidelijk Congo-Kinshasa en zuidwestelijk Tanzania tot Angola, noordelijk Botswana en Malawi.